# Monceau St. Waast Communal Cemetery
Dit overzicht is mogelijk incompleet; u kunt helpen door het uit te breiden.
Monceau St. Waast Communal Cemetery is een Britse militaire begraafplaats gelegen in de Franse plaats Monceau-Saint-Waast (Noorderdepartement). De begraafplaats wordt onderhouden door de Commonwealth War Graves Commission.
De begraafplaats telt 7 geïdentificeerde Gemenebest graven uit de Eerste Wereldoorlog.